# Храм святителя Николая (Илюшкино)
Храм Николая Чудотворца — православный храм в селе Илюшкино Ульяновской области, Барышской епархии Симбирской митрополии Русской православной церкви. С 2016 года — памятник градостроительства и архитектуры РФ.

## История
Первая деревянная церковь во имя святого Николая Чудотворца в селе, на средства прихожан, была построена в 1858 году. В 1908 году, на средства прихожан, в Илюшкино была построена однопрестольная тёплая каменная церковь с колокольней.
В 1930-е годы храм закрыли и устроили зерносклад местного колхоза.
В 1980-е годы храм был возвращён епархии, начались ремонтные и реставрационные работы. С 1991 года в храме проводятся регулярные Богослужения, совершаются церковные таинства и православные обряды.
Приказом Министерства искусства и культурной политики Ульяновской области от 04.04.2016 г. № 40 храм включён в Единый государственный реестр объектов культурного наследия (памятников истории и культуры) народов Российской Федерации.

## Духовенство
Священник Александр Павлович Георгиевский (с 1885 года);
Псаломщик Петр Михайлович Варфоломеев (в 1897);
Дьякон Матвей Порфирьевич Красавцев (в 1897);
Дьякон Василий Иванович Виноградов (с 1908);
Псаломщик Иван Акимович Табояков (с 1908);
Настоятель протоиерей Вячеслав Васильевич Семенов (на 2023);

## Престольные праздники
Николай Чудотворец, архиепископ Мирликийский, святитель — 22 мая, 19 декабря.

## Галерея

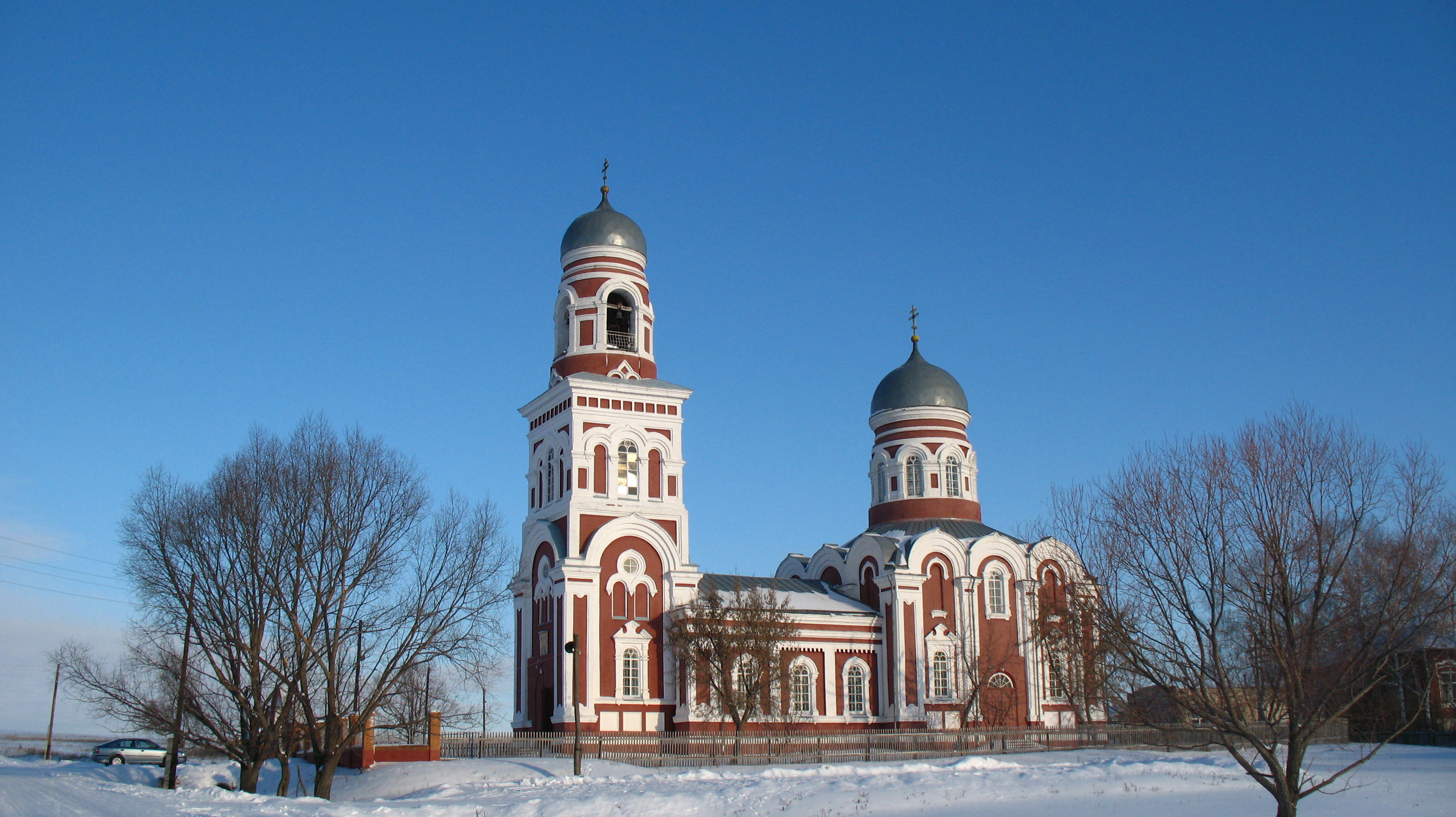
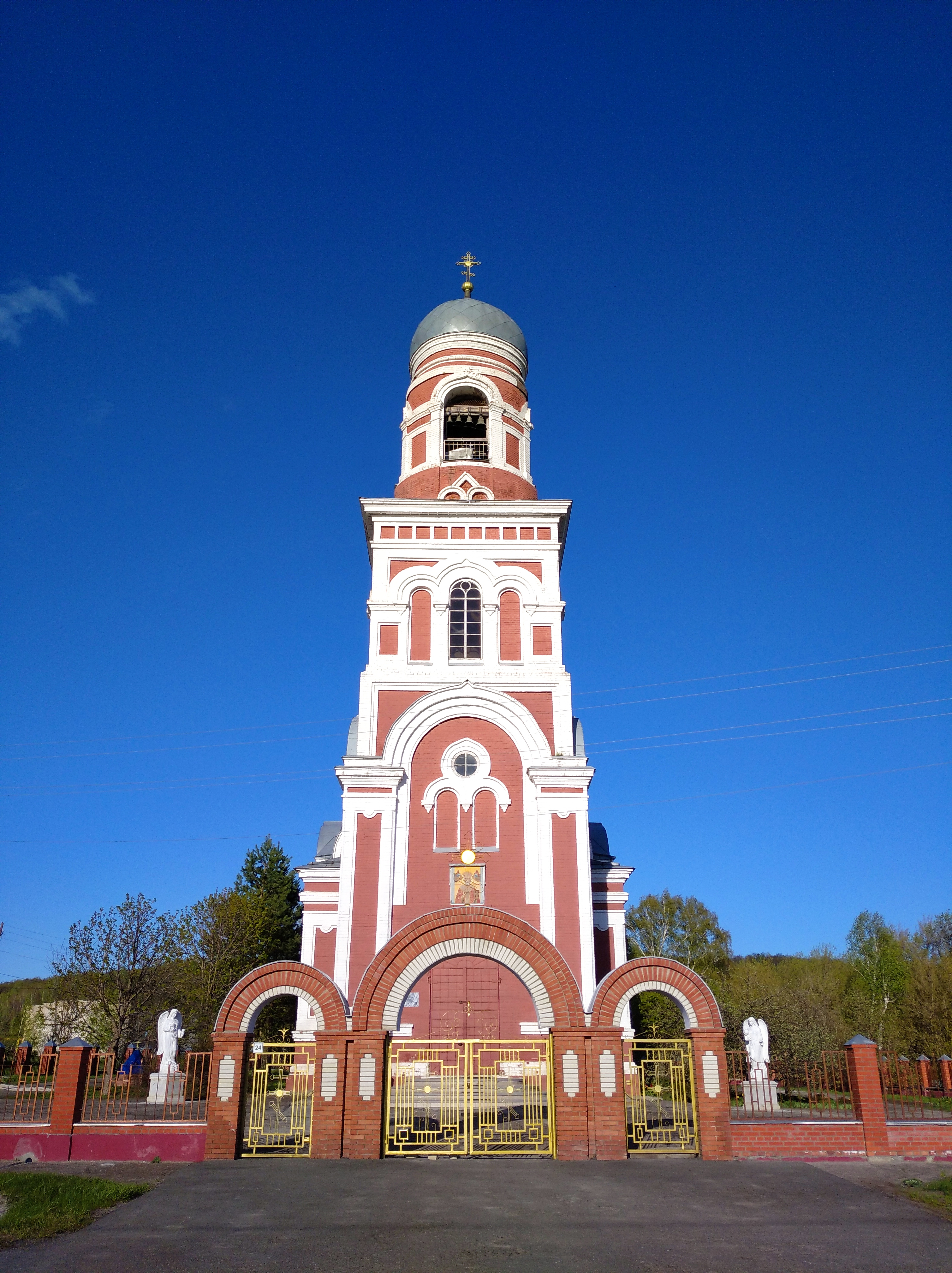
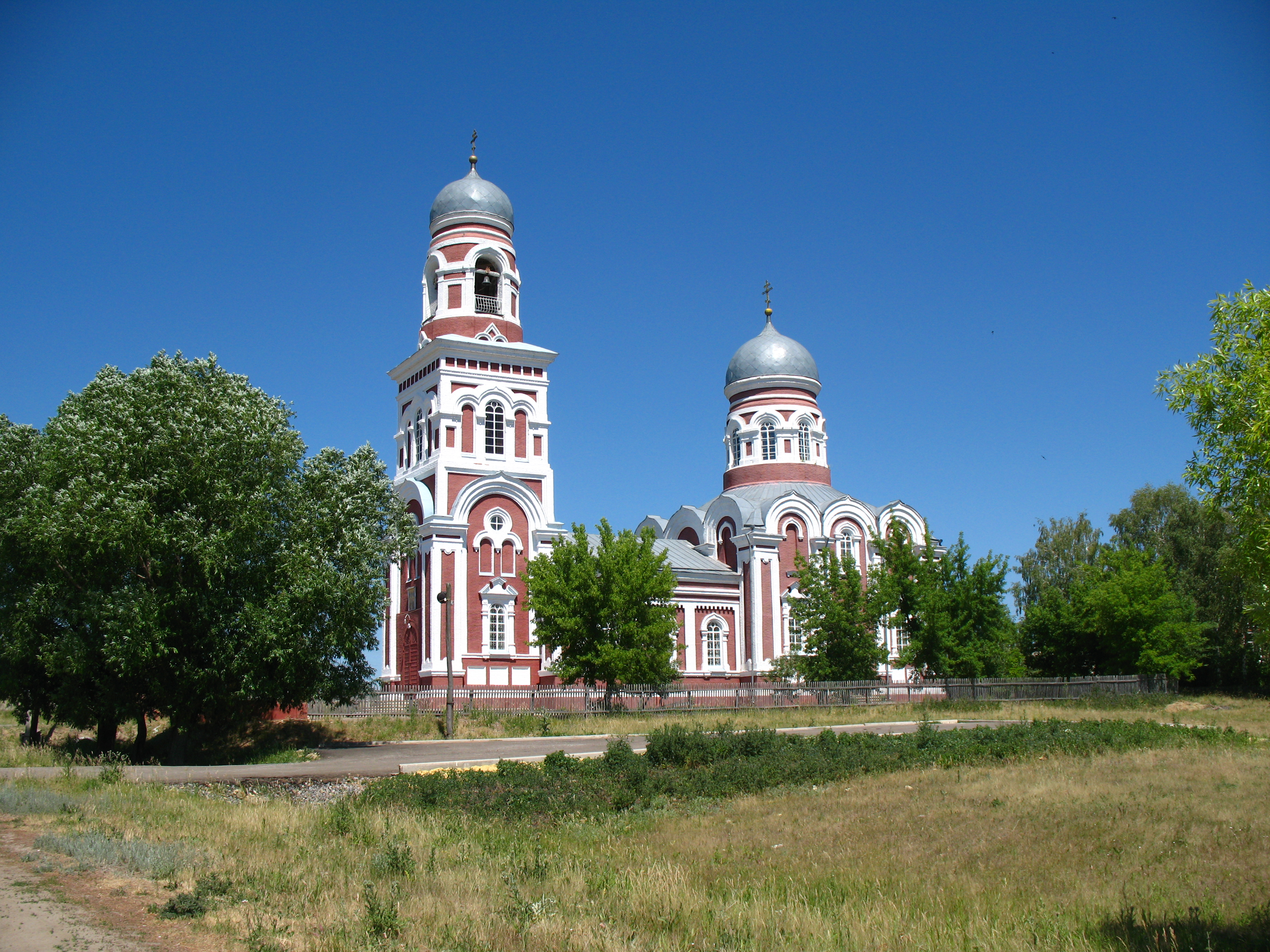